# 莫森陡崖
73°5′S 68°10′E / 73.083°S 68.167°E
莫森陡崖（英語：Mawson Escarpment）是南極洲的陡崖，位於麥克羅伯特森地，長110公里，處於蘭伯特冰川東面，該陡崖在1956年11月由澳大利亞空軍發現，現時由南極條約體系管理。